# کوتون فیتزسیمونس
کوتون فیتزسیمونس (انگلیسی: Cotton Fitzsimmons؛ ۷ اکتبر ۱۹۳۱ – ۲۴ ژوئیهٔ ۲۰۰۴) بازیکن بسکتبال اهل ایالات متحده آمریکا بود. وی همچنین برندهٔ جوایزی همچون جایزه مربی سال ان‌بی‌ای شده‌است.